# René Rindlisbacher
René Rindlisbacher (* 27. April 1963) ist ein Schweizer Moderator, Komiker und Kabarettist.

## Leben
Rindlisbacher machte zunächst eine kaufmännische Lehre und wurde zum Maurer ausgebildet.
Den nationalen Durchbruch als Komiker schaffte er zusammen mit Stephan Schmidlin, mit dem er die Schmirinskis verkörperte.
Von 1995 bis 2001 war Rindlisbacher Moderator der Samstagabendsendung Top of Switzerland. Daneben war er auch Moderator von Wer wird Millionär? bei TV3. Seit 2005 ist er in der TV-Sketchshow Edelmais & Co. zu sehen. Ausserdem spielte er bei der Reality-TV-Show Der Match mit. Rindlisbacher war im Winter 2005/2006 Kandidat des Kantons Zürich in der SF-Quizshow PISA – Kampf der Kantone. Rindlisbacher war in jeder der drei Folgen, bei denen er teilnahm, bester Prominenter und gewann am Schluss mit Zürich den Titel «Cleverster Kanton der Schweiz».
2011 vertrat er Susanne Kunz bei der Quizshow 1 gegen 100 des Schweizer Fernsehens.
Gemeinsam mit Sven Furrer zog Rindlisbacher als Duo Edelmais 2011 mit dem Circus Knie durch die Schweiz. Von 2011 bis 2015 moderierte er Die Millionen-Falle auf SRF 1. 2019 brachte er zusammen mit seiner Tochter Laura ein neues Programm auf die Bühne.
Rindlisbachers Leben ist von Krankheiten geprägt: Er wurde mit einem Herzfehler geboren. Als er sieben Jahre alt war, starb seine damals dreijährige Schwester an Leukämie. Als 20-Jähriger erlitt er einen Herzinfarkt, und 2006 erkrankte Rindlisbacher an einer Depression. Anfang 2012 unterzog er sich nach 2002 erneut einer Operation, nachdem die Ärzte bei ihm ein Loch im Herzen gefunden hatten.
Unter ihrem Geburtsnamen Monika Kamber war René Rindlisbachers Ehefrau als Skiakrobatin bekannt. Das Paar ist seit 1992 verheiratet und hat zwei Kinder.

## Auszeichnungen
- 1997, 2001: Prix Walo, Sparte: Publikumsliebling, mit Schmirinskis
- 2002: Goldene 7
- 2012: Prix Walo, Sparte: Comedy/Kabarett, mit Duo Edelmais